# Sebkay
Sebkay és un faraó hipotètic. Hauria regnat més o menys un any i fora del seu nom no se sap res més. Potser era fill de Seb i fou probablement el pare del seu successor Amenemhet VII.
Durant molt de temps, la seva posició causava problemes i sovint era inclòs en la dinastia XIII. Tanmateix, el descobriment de la tomba d'un faraó anomenat Senebkay apunta clarament que és la mateixa persona que el tal Sebkay i que el nom d'aquest darrer és una simple falta d'ortografia.